# Mikkelin Palloilijat
Il Mikkelin Palloilijat, abbreviato in MP, è una società calcistica finlandese di Mikkeli. Fondata nel 1929, precedentemente comprendeva anche sezioni di pallavolo, bandy ed hockey su ghiaccio. Ha vinto nella sua storia 2 Coppe di Finlandia consecutive (1970, 1971), partecipando a 2 edizioni della Coppa delle Coppe e 3 di Coppa UEFA. Nella stagione 2025 gioca nella Ykkönen, terza divisione del campionato finlandese di calcio.

## Storia
Il Mikkelin Palloilijat fu fondato il 15 marzo 1929 nella città di Mikkeli. Disputò le categorie inferiori del campionato finlandese, finché nel 1939 approdò in seconda serie, la Itä-Länsi Sarja, dove rimase una sola stagione. Tornò in seconda serie, la Suomensarja, nella 1960 e al termine della stagione 1965 arrivò per la prima volta la promozione in Mestaruussarja, la massima divisione. Rimase in Mestaruussarja per dodici stagioni consecutive, durante le quali raggiunse per due volte il secondo posto. Vinse la Suomen Cup per due anni consecutivi: nel 1970, battendo in finale il Lahden Reipas per 4-1 dopo i tempi supplementari, e nel 1971, battendo in finale l'IF Sport per 4-1. Grazie a questi due successi l'MP partecipò alla Coppa delle Coppe in due edizioni consecutive, dalle quali fu subito eliminato nei sedicesimi di finale: nell'edizione 1971-1972 fu eliminato dai turchi dell'Eskişehirspor, mentre nell'edizione 1972-1973 fu eliminato dai tedeschi dell'est del Carl Zeiss Jena. Sempre dal Carl Zeiss Jena fu eliminato dai trentaduesimi di finale della Coppa UEFA 1973-1974. Dopo un'alternanza di campionati tra la prima e la seconda divisione, nel 1986 tornò in Mestaruussarja e vi rimase fino al 1996, partecipando alla prima edizione della Veikkausliiga nel 1990. Furono proprio le prime due stagioni di Veikkausliiga in cui l'MP raggiunse le migliori posizioni in classifica, con il terzo posto nel 1990 e il secondo posto nel 1991, guadagnando così l'accesso alla Coppa UEFA. Nelle stagioni successive non riuscì a mantenere le posizioni di vertice, ma dovette lottare per non retrocedere e nel 1996 arrivò la retrocessione in Ykkönen.
Sul finire del 1998 il Mikkelin Palloilijat si fuse con il Mikkelin Kissat, dando vita all'FC Mikkeli, mantenendo il posto in Ykkönen dell'MP. Questa unione non durò a lungo, perché nel 2001, a causa di difficoltà finanziarie, fu sciolta e le due società tornarono a gestirsi singolarmente. Il Mikkelin Palloilijat ripartì dalla Kakkonen, terza divisione del campionato finlandese. Nel 2009 in occasione degli ottanta anni dalla fondazione della società, l'MP vinse il suo girone di Kakkonen e venendo promosso in Ykkönen. Nel 2010 venne subito retrocesso in Kakkonen, avendo concluso il campionato all'ultimo posto. Nel 2014, dopo aver concluso il suo girone di Kakkonen al secondo posto, venne ripescato in Ykkönen a completamento organico. L'avventura in Ykkönen durò un solo anno, poiché al termine della stagione venne retrocesso in Kakkonen.

## Palmarès

### Competizioni nazionali
- Suomen Cup: 2 :

1970, 1971
- Ykkönen: 3

1980, 1983, 1985
- Kakkonen: 1

2009

### Altri piazzamenti
- Campionato finlandese:

Secondo posto: 1970, 1972, 1991

## Statistiche

### Partecipazione alle coppe europee
| Stagione | Torneo            | Turno         | Nazione                     | Club            | Andata | Ritorno | Totale |
| -------- | ----------------- | ------------- | --------------------------- | --------------- | ------ | ------- | ------ |
| 1971-72  | Coppa delle Coppe | Sedicesimi    | Turchia (bandiera)          | Eskişehirspor   | 0-0    | 0-4     | 0-4    |
| 1972-73  | Coppa delle Coppe | Sedicesimi    | Germania Est (bandiera)     | Carl Zeiss Jena | 1-6    | 3-2     | 4-8    |
| 1973-74  | Coppa UEFA        | Trentaduesimi | Germania Est (bandiera)     | Carl Zeiss Jena | 0-3    | 0-3     | 0-6    |
| 1991-92  | Coppa UEFA        | Trentaduesimi | Unione Sovietica (bandiera) | Spartak Mosca   | 0-2    | 1-3     | 1-5    |
| 1992-93  | Coppa UEFA        | Trentaduesimi | Danimarca (bandiera)        | Copenaghen      | 0-5    | 1-5     | 1-10   |

In grassetto le gare casalinghe.